# Susan Saint James
Susan Saint James, född Susan Miller 14 augusti 1946 i Los Angeles, Kalifornien, är en amerikansk skådespelare.
Hon var som mest populär på 1970-talet, ofta i roller som något korkad, men bestämd ung kvinna. För svensk publik blev hon mest känd för sin insats i TV-serien McMillan & Wife (1971 - 1976; mot Rock Hudson).
Bland hennes filmer kan nämnas PJ (1968), Jigsaw (1968), Outlaw Blues (1977) och S.O.S. Titanic (1979).